# Dick's Sporting Goods
Dick's Sporting Goods, Inc. (NYSE: DKS) er en amerikansk sportsforretningskæde med 854 afdelinger. De omsætter for ca. 10 mia. $, og der er 50.100 ansatte. Dick's har hovedkvarter i Coraopolis, Pennsylvania. Butiksfordelingen består af 690 Dick's stores, 100 Golf Galaxy locations og 30 Field & Stream stores.
Richard "Dick" Stack åbnede en forretning med salg af fiskegrej i Binghamton, New York i 1948.